# Pachycondyla calcarea
Pachycondyla calcarea är en myrart som först beskrevs av Théobald 1937.  Pachycondyla calcarea ingår i släktet Pachycondyla och familjen myror. Inga underarter finns listade i Catalogue of Life.